# Sankt Silvester
Sankt Silvester is een gemeente en plaats in het Zwitserse kanton Fribourg, en maakt deel uit van het district Sense.
Sankt Silvester telt 934 inwoners.